# David Sassoon & Co.
Pour les articles homonymes, voir Sassoon.

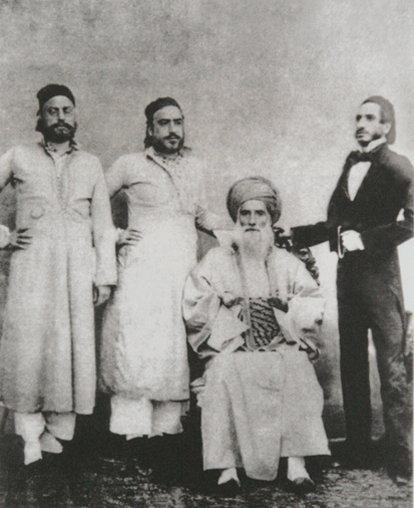
David Sassoon (assis) et ses fils Elias David, Albert (Abdallah) et Sassoon David.

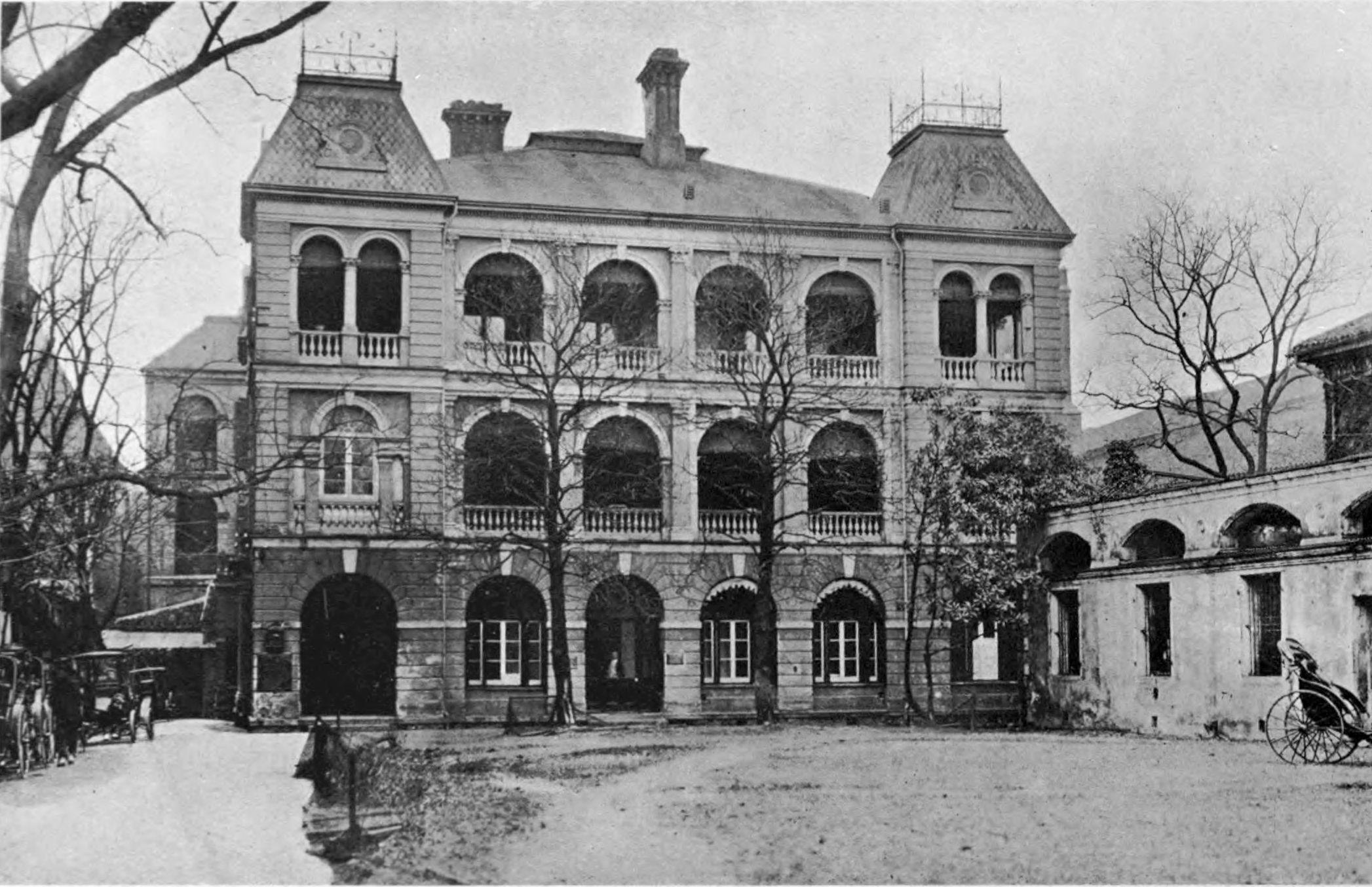
Bureau de David Sassoon & Co à Shanghai, en 1908.

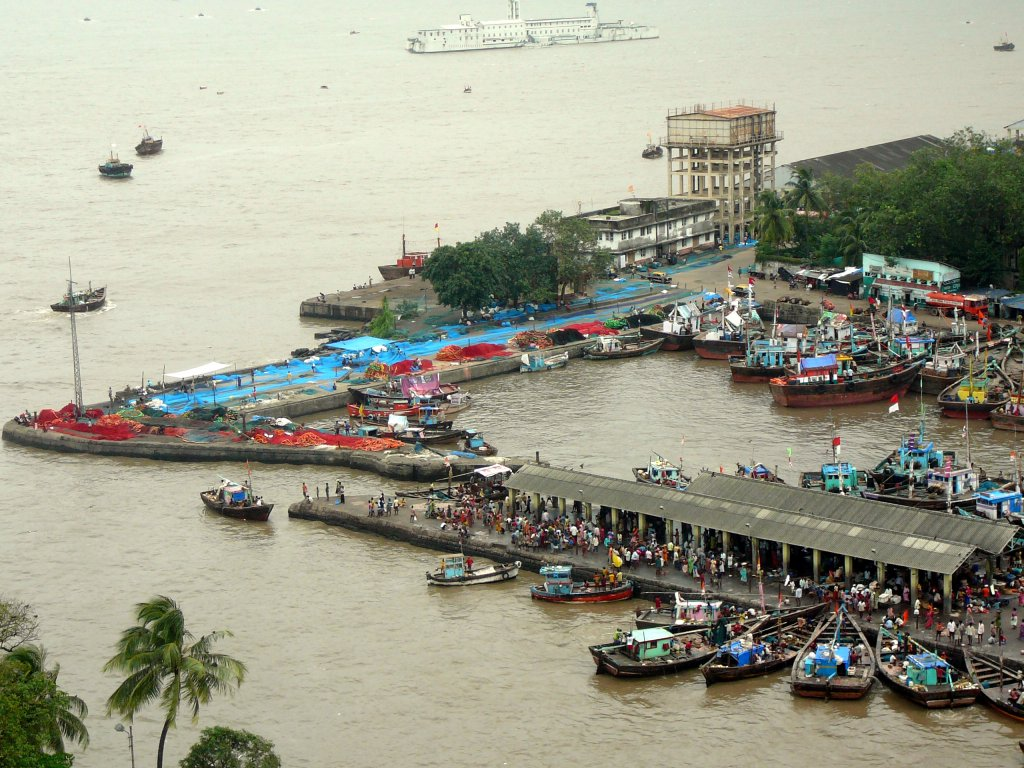
Vue aérienne des Quais Sassoon (Sassoon Docks).

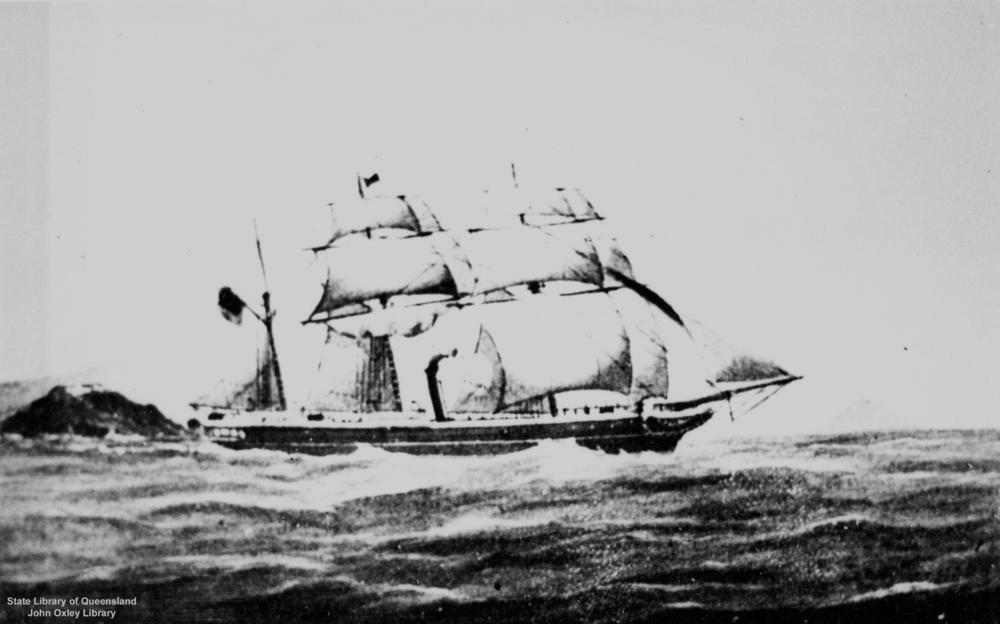
Le navire "Chusan", conçu en 1851 pour la Peninsular and Oriental Steam Navigation Company (P&O), et racheté par la branche de David Sassoon & Sons à Shangai, en 1861.

David Sassoon & Co., Ltd (aussi nommée David Sassoon & Sons) est une entreprise opérant entre le XIXe et le XXe siècle, en Inde, Chine et Japon.

## Historique
Elle est fondée en 1832 par David Sassoon (1792-1864), un homme d'affaires appartenant aux juifs Baghdadi, à Bombay (Mumbai). Dans un premier temps, l'entreprise s'établit dans un petit cabinet comptable au 9 Tamarind Street (aujourd'hui M. P. Shetty Marg), où elle s'engage dans des activités bancaires et des investissements immobiliers.
Rapidement, elle commence à traiter toutes sortes de produits de consommation comme les métaux précieux, la soie, la gomme naturelle, les épices, la laine et le blé. Cependant, c'est au commerce du fil de coton indien et de l'opium, dans la route Bombay-Chine, où la compagnie s'en sort le mieux, notamment lors de la première guerre de l'opium et le traité de Nankin en 1842 entre le Royaume-Uni et la dynastie chinoise des Qing. 
Pour transporter rapidement l'opium, David Sassoon & Co. comptait avec ses propres navires clipper.
Au fur et à mesure de son expansion, l'entreprise établit des branches en Inde (Calcutta et Karachi), en Chine (Hong Kong, Guangzhou, Hankou et Shanghai), au Japon (Kobe, Nagasaki et Yokohama), dans le golfe Persique (Bagdad) et dans le Royaume-Uni (Londres et Manchester). 
Comme les Rothschild en Europe, David Sassoon place ses nombreux fils à la tête des nouvelles branches. Malgré cela, il reste le seul propriétaire de l'entreprise jusqu'en 1852, lorsque son ainé Abdallah Sassoon (1818-1896) le rejoint en tant qu'associé, suivi peu après par son deuxième fils Elias David Sassoon (1820-1880).
Dans les années 1860, David Sassoon & Co. domine le commerce de l'opium entre l'Inde et la Chine. En achetant l'opium directement auprès des producteurs indiens et avant sa récolte, elle est en mesure de vendre moins cher que ses concurrents britanniques, approvisionnés eux auprès d'intermédiaires, ce qui provoquera leur déclin après quelques années. Dent & Co., autrefois le plus grand traiteur d'opium entre l'Inde et la Chine, fait faillite en 1867, pendant que Jardine Matheson & Co quitte le marché de l'opium en 1872, lors de la fermeture de son dernier grand client, ″Rustomjee Eduljee″. David Sassoon & Co. gérait alors environ 70 % du volume d'échanges d'opium en Inde.
En 1867, trois ans après le décès de son père, Elias David Sassoon se sépare de l'entreprise pour former sa propre société sous le nom de " E.D. Sassoon & Co. ". Commerçant des fruits secs, du nankeen, des métaux, du thé, de la soie, des épices et du camphre. Cette nouvelle compagnie se révèle plus énergique que l'entreprise familiale dans la mesure où, à l'époque édouardienne, son capital était deux à trois fois plus élevé (£1,25m à £1,5m) que celui de David Sassoon & Co. (£0,5m).
En 1907, le Royaume-Uni signe un traité s'engageant à éliminer progressivement les exportations d'opium vers la Chine au cours de la décennie suivante, tandis que la Chine accepte d'éliminer sa production pendant cette période. À la suite de ce traité, David Sassoon & Co. se retire du commerce de l'opium. 
Après la Seconde Guerre mondiale David Sassoon & Co. est finalement vendue à l'UBS de Suisse.